# Râul Sebeș, Mureș (Alba)
Râul Sebeș este un curs de apă, afluent al râului Mureș. Cursul superior al Sebeșului este cunoscut și sub numele de Frumoasa. 

## Amenajarea hidroenergetică
Un loc important în producția energiei electrice are utilizarea potențialului hidroenergetic al râurilor. S-a estimat că în România potențialul tehnic amenajabil al apelor curgătoare poate atinge 40.000 GWh/an, iar puterea instalată s-ar ridica la 14.900 MW.
Din necesitatea asigurării cu energie electrică a țării, râul Sebeș - afluent pe stânga al Mureșului, cu un debit de circa 10 m3/s la vărsare - a fost inclus în primul plan de electrificare a României, cuprins între anii 1951-1960. Cu izvoarele în etajul subalpin, pe versantul sudic al culmii Cindrel-Frumoasa, cursul Sebeșului, lung de 88 km, se înscrie în cea mai mare parte printre Munții Cindrelului, la est, și Munții Șureanului, la vest, unde străbate, într-un extins areal cu șisturi cristaline, o succesiune de sectoare înguste cu altele largi favorabile amenajării barajelor și lacurilor naturale.
Studiile complexe, intensificate începând din anul 1965, au relevat faptul ca pe Sebeș pot fi realizate 6 uzine hidroelectrice, cu o putere instalată de 390 MW și o capacitate de producție de 691 mil. kwh/an: Frumoasa (cu o putere instalată de 10 MW și o capacitate de producție de 17 mil. kwh/an), Gâlceag (150 MW și 260 mil. kwh/an), Șugag (150 MW și 260 mil. kwh/an), Săsciori (42 MW și 88 kwh/an), Petrești (12 MW și 21 mil. kwh/an) și Sibișeni (26 MW și 45 mil. kwh/an).
Lucrările de amenajare hidroenergetică a Sebeșului au început abia în anul 1972 și au constat în ridicarea unor baraje pentru acumulări și pentru devierea apelor, săparea unor aducțiuni, amplasarea uzinelor hidroelectrice etc. Din cele 6 hidrocentrale proiectate, până în prezent au fost puse în funcțiune 4: Gâlceag, Șugag, Săsciori și Petrești. 

## Amenajarea hidroenergetică Oașa-Gâlceag
Barajul Oașa, amplasat în Defileul Oașei, este obiectivul principal pentru întreaga amenajare și a intrat în funcțiune în anul 1979. Este construit din anrocamente (gneise micacee șistoase) cu mască din beton armat. Are înălțimea la coronament de 91 m, lățimea maximă la bază de 250 m (în zona taluzului), lățimea la coronament de 10 m și lungimea maximă de 300 m. Acumularea realizată, Lacul Oașa, cu un volum util de 136 mil. m3, are o suprafață de 460 ha și o lungime de aproximativ 6 km. Pentru ridicarea debitului a fost captat râul Ciban. 
Hidrocentrala Gâlceag — de tip cavernă, cu aducțiunea principală constituită dintr-o galerie lungă de 8,2 km — a intrat în funcțiune în aprilie 1980. Este echipată cu două grupuri de tip Francis de 75 MW fiecare. 
De asemenea, prin intermediul Stației de pompare Gâlceag ce conține două hidropompe cu putere de 10 MW fiecare, acumularea Oașa primește, tot suplimentar, și apele râului Cugirul Mare (zăgăzuite de barajul de la Canciu).In viitorul apropiat lacul de la Canciu va ma fi alimentat și de apele râului Cugirul Mic prin intermediul aducțiunii secundare Rîul Mic -  Sipcea ( galerie subterană cu lungimea de cca 3400 m).

## Amenajarea hidroenergetică Tău-Șugag
Barajul Tăul Bistrei, situat în „Poarta Sebeșului“, este construit din beton în formă de arc cu lungimea de 193 m. Lățimea sa maximă de la bază este de 11 m, la cornament de 4 m, iar înălțimea maximă se ridică la 78 m.
Lacul Tăul Bistrei, format în anul 1983 în spatele barajului, are o lungime de circa 3,5 km și acumulează un volum de apă de 21 mil. m3. Apele provin de la Hidrocentrala Gâlceag și de la afluenții Gâlceag, Tău, Miraș și Bistra.
Hidrocentrala Șugag, tot de tip cavernă, a intrat în funcțiune în anul 1984 și este dotată cu două grupuri hidroenergetice Francis de câte 75 MW fiecare.

## Amenajarea hidroenergetică Lacul Obrejii de Căpâlna - Săsciori
Barajul Obrejii de Căpâlna este construit din beton, fiind de formă arcuită. Are grosimea la bază de 10,5 m, la coronament de 4 m, înălțimea de 42 m și lungimea de 143 m. Lacul format, Nedeiu sau Obrejii de Căpâlna, este lung de aproximativ 3,2 km. Acumulează un volum de apă de 3,5 mil. m3 care provine de la Hidrocentrala Șugag și de la afluenții Dobra, Nedeiu, Grosești și Mărtinie. Apa din lac pune în mișcare cele două turbine ale Hidrocentralei Săsciori, de câte 21 MW fiecare, care funcționează la întreaga capacitate din anul 1987.

## Amenajarea hidroenergetică Petrești
Barajul Petrești, construit din beton, a fost înălțat în scopul formării acumulării omonime. Lacul rezultat, lung de 2,1 km, acumulează un volum de 1,2 mil. m3 apă care provine de la Hidrocentrala Săsciori printr-o galerie lungă de circa 3 km. La baza barajului se află Hidrocentrala Petrești, cu o putere instalată de 4 MW, intră în funcțiune în anul 1983. Este dotată cu două turbine de tip bulb.
Salba de hidrocentrale construite pe râul Sebeș însumează o putere instalată de 346 MW și o capacitate de producție de 613 mil.kwh/.

## Galerie de imagini

## Hărți
- Harta Județul Sibiu
- Harta Munții Lotrului  Arhivat în 6 mai 2008, la Wayback Machine.
- Harta Munții Cibin  Arhivat în 30 martie 2010, la Wayback Machine.
- Harta Munții Cindrelului [nefuncțională – arhivă]
- Harta Munții Șureanu  Arhivat în 11 mai 2012, la Wayback Machine.